# Clemens von Wedemeyer
Pour les articles homonymes, voir Wedemeyer.
Clemens von Wedemeyer, né en 1974 à Göttingen, est un artiste allemand, auteur de vidéos, de films et d'installations.

## Biographie
Formé à la Hochschule für Grafik und Buchkunst (Academy of Visual Arts) de Leipzig, Clemens von Wedemeyer vit et travaille à Berlin et à Leipzig.

## Œuvres
- 2002: Occupation, 35 mm, 9 min
- 2002: Big Business & The Making Of Big Business, 25 min et 27 min
- 2003: Silberhöhe, 35 mm, 10 min
- 2004: Das Bildermuseum brennt, installation, 27 min
- 2005: Otjesd, vidéo (15 min), avec Margarita Breitkreiz, Ekaterina Choulman, Victor Choulman.
- 2006: Metropolis, Report from China, avec Maya Schweizer, Video, 42 min
- 2007: From the Opposite Side, 35 mm, 38 min
- 2007: Getrennter Monolog (Divided Monologue), 80 diapositives.
- 2008: Die Probe, HD Video, 12 min
- 2009: The Fourth Wall, installation multi-écran
- 2010: Sun Cinema, cinéma en plein air à Mardin, en Turquie.
- 2012: Muster, installation et film, 79 min
- 2013: The Cast, installation multi-écran
- 2014: Every Word You Say, installation sonore
- 2016: Esiod 2015, film
- 2016: P.O.V., installation multi-écran
- 2017: Vermin of the Sky, video

## Œuvres dans les collections publiques
- FRAC Alsace à Sélestat (France)[1]